# Maria Manuel Leitão Marques
Maria Manuel de Lemos Leitão Marques ComIP (Quelimane, Moçambique, 23 de agosto de 1952) é uma professora universitária e política portuguesa. É professora catedrática da Faculdade de Economia da Universidade de Coimbra desde 2003 e Investigadora permanente do Centro de Estudos Sociais daquela faculdade desde 1979. Foi ministra da Presidência e da Modernização Administrativa no XXI Governo Constitucional de Portugal.

## Biografia
Maria Manuel de Lemos Leitão Marques nasceu em Quelimane, Moçambique, a 23 de agosto de 1952. É licenciada em Direito pela Faculdade de Direito da Universidade de Coimbra, e doutorada e agregada em Economia pela Faculdade de Economia da mesma universidade.
É vice-presidente da Association internationale de droit économique, desde 1993. Foi secretária de Estado da Modernização Administrativa dos XVIII e XVII Governos Constitucionais (2007–2011). Foi administradora não-executiva da Fundação Francisco Manuel dos Santos entre 2013 e 2015.
Entre 2015 e 2019, foi ministra da Presidência e da Modernização Administrativa do governo português.
Em 2019 foi eleita deputada ao Parlamento Europeu para a 9.ª legislatura (2019-2024).
É casada com o constitucionalista Vital Moreira.

## Condecorações
- Comendadora da Ordem da Instrução Pública de Portugal, atribuída pelo presidente Jorge Sampaio (11 de março de 2000)[9][4]
- Prémio Gulbenkian das Ciências Sociais e Humanas, atribuído pela Fundação Calouste Gulbenkian (1997)[10]

## Obra publicada

### Livros[10]
- Marques, Maria Manuel Leitão; Oliveira, Fernanda Paula; Guedes, Ana Cláudia; Maia Rafeiro, Mariana (2014), Sistema da Indústria Responsável. Comentário ao novo regime de acesso à atividade industrial. Coimbra: Almedina.
- Marques, Maria Manuel Leitão; Frade, Catarina; Pedroso, João; Ramos, Maria Elisabete (2012), Manual de Introdução ao Direito. Coimbra: Almedina.
- Marques, Maria Manuel Leitão; Oliveira, Fernanda Paula; Guedes, Ana Cláudia; Rafeiro, Mariana Maia (2012), O Regime Jurídico do Licenciamento Zero – Comentado. Coimbra: Almedina.
- Marques, Maria Manuel Leitão; Carlos dos Santos, António; Eduarda Gonçalves, Maria (2011), Direito Económico - 6.ª edição revista e atualizada. Coimbra: Almedina.
- Marques, Maria Manuel Leitão (2009), Serviço Público, Que Futuro?. Coimbra: Almedina.
- Marques, Maria Manuel Leitão; Soares, António Goucha (orgs.) (2006), Concorrência: Estudos. Coimbra: Almedina.
- Marques, Maria Manuel Leitão (orgs.) (2005), Autoridades de Defesa da Concorrência e Autoridades de Regulação Sectorial: concorrência e cooperação . Coimbra: Cedipre.
- Marques, Maria Manuel Leitão; Almeida , João Paulo Simões de; Forte, André Matos (2005), Concorrência e Regulação – A Relação entre a Autoridade da Concorrência e as Autoridades de Regulação Sectorial. Coimbra: Coimbra Editora.
- Marques, Maria Manuel Leitão; Moreira, Vital (2003), A Mão Visível – Mercado e Regulação. Coimbra: Almedina.
- Marques, Maria Manuel Leitão (2002), Um Curso de Direito da Concorrência. Coimbra: Coimbra Editora.
- Marques, Maria Manuel Leitão; Gonçalves, Maria Eduarda; Santos, A. Carlos (2001), Direito Económico - 4.ª edição. Coimbra: Almedina.
- Marques, Maria Manuel Leitão (orgs.) (2000), O Endividamento dos Consumidores. Coimbra: Amedina.
- Marques, Maria Manuel Leitão; Santos, Ana Isabel; Nogueira, Sandra (1997), A Administração Consultiva em Portugal. Lisboa: Conselho Económico e Social.
- Marques, Maria Manuel Leitão; Santos, Boaventura de Sousa; Pedroso, João; Ferreira, Pedro Lopes (1996), Os Tribunais nas Sociedades Contemporâneas: O Caso português. Porto: Afrontamento.
- Marques, Maria Manuel Leitão (1992), Subcontratação e Autonomia Empresarial - um estudo sobre o caso português. Porto: Afrontamento.
- Carlos Santos, A.; Eduarda Gonçalves, M.; Marques, Maria Manuel Leitão (1991), Direito Económico. Coimbra: Almedina.